# Jedić
Jedić  (jadić, klobučac, klobučić, dragoljub, lat. Aconitum), veliki biljni rod iz porodice Žabnjakovki (Ranunculaceae). Oko 340 vrsta otrovnih trajnica, od kojih nekoliko raste i u Hrvatskoj. Od poznatijih su šareni jedić (A. variegatum), modri jedić (A. napellus), žutičasti jedić (A. anthora), oštrobridi jedić (A. lycoctonum)
Latinski naziv roda kod grčkog ljekara i botaničara Dioskorida, označavao je jednu biljku kojom su ljudi trovali vukove. Ime je dao Plinije prema grčkoj riječi aconae, gole stijene, po tamošnjem staništu gdje je ta biljka rasla.
Neke vrste jedića su smrtonosno otrovne, među njima i vrste u Hrvatskoj kao oštrobridi i modri jedič.

## Vrste
1. Aconitum abietetorum W.T.Wang & L.Q.Li
2. Aconitum acutiusculum H.R.Fletcher & Lauener
3. Aconitum ajanense Steinb.
4. Aconitum alboflavidum W.T.Wang
5. Aconitum alboviolaceum Kom.
6. Aconitum alpinonepalense Tamura
7. Aconitum ambiguum Rchb.
8. Aconitum amplexicaule Lauener
9. Aconitum angulatum Tamura
10. Aconitum angusticassidatum Steinb.
11. Aconitum angustifolium Bernh. ex Rchb., uskolisni jedić
12. Aconitum anthora L., žutičasti jedić, otrovni jedić
13. Aconitum apetalum (Huth) B.Fedtsch.
14. Aconitum aquilonare A.Kern. ex Gáyer
15. Aconitum artemisiifolium A.I.Baranov & Skvortsov
16. Aconitum asahikawaense Kadota
17. Aconitum assamicum Lauener
18. Aconitum × austriacum Mucher
19. Aconitum austrokoreense Koidz.
20. Aconitum axilliflorum Vorosch.
21. Aconitum azumiense Kadota & Hashido
22. Aconitum baburinii (Vorosch.) Schlotgauer
23. Aconitum baicalense (Regel) Turcz. ex Rapaics
24. Aconitum bailangense Y.Z.Zhao
25. Aconitum barbatum Patrin ex Pers.
26. Aconitum × bartokianum Starm.
27. Aconitum basitruncatum W.T.Wang
28. Aconitum × baumgartenianum Simonk.
29. Aconitum × berdaui Zapal.
30. Aconitum bhedingense Lauener
31. Aconitum bhutanobulbilliferum Kadota
32. Aconitum × bicolor Schult.
33. Aconitum biflorum Fisch. ex DC.
34. Aconitum brachypodum Diels
35. Aconitum bracteolatum Lauener
36. Aconitum brevicalcaratum (Finet & Gagnep.) Diels
37. Aconitum brevilimbum Lauener
38. Aconitum brevipes (W.T.Wang) Luferov & Erst
39. Aconitum brevipetalum W.T.Wang
40. Aconitum brunneum Hand.-Mazz.
41. Aconitum bucovinense Zapal.
42. Aconitum × bujbense Stepanov
43. Aconitum bulbilliferum Hand.-Mazz.
44. Aconitum bulleyanum Diels
45. Aconitum burnatii Gáyer
46. Aconitum calthifolium H.F.Comber
47. Aconitum × cammarum L.
48. Aconitum campylorrhynchum Hand.-Mazz.
49. Aconitum cannabifolium Franch. ex Finet & Gagnep.
50. Aconitum carmichaeli Debeaux
51. Aconitum changianum W.T.Wang
52. Aconitum charkeviczii Vorosch.
53. Aconitum chasmanthum Stapf ex Holmes
54. Aconitum chayuense W.T.Wang
55. Aconitum chiachaense W.T.Wang
56. Aconitum chilienshanicum W.T.Wang
57. Aconitum chinense Paxton
58. Aconitum chloranthum Hand.-Mazz.
59. Aconitum chrysotrichum W.T.Wang
60. Aconitum chuianum W.T.Wang
61. Aconitum cochleare Vorosch.
62. Aconitum columbianum Nutt.
63. Aconitum consanguineum Vorosch.
64. Aconitum contortum Finet & Gagnep.
65. Aconitum coreanum (H.Lév.) Rapaics
66. Aconitum crassiflorum Hand.-Mazz.
67. Aconitum crassifolium Steinb.
68. Aconitum curvipilum Riedl
69. Aconitum cymbulatum (Schmalh.) Lipsky
70. Aconitum × czarnohorense (Zapal.) Mitka
71. Aconitum daxinganlinense Y.Z.Zhao
72. Aconitum decipiens Vorosch. & Anfalov
73. Aconitum degenii Gáyer
74. Aconitum delavayi Franch.
75. Aconitum delphiniifolium DC.
76. Aconitum desoulavyi Kom.
77. Aconitum dhwojii Lauener
78. Aconitum diqingens Q.E.Yang & Z.D.Fang
79. Aconitum dissectum D.Don
80. Aconitum dolichorhynchum W.T.Wang
81. Aconitum dolichostachyum W.T.Wang
82. Aconitum × dragulescuanum Mucher
83. Aconitum duclouxii H.Lév.
84. Aconitum dunhuaense S.H.Li
85. Aconitum elliotii Lauener
86. Aconitum elwesii Stapf
87. Aconitum episcopale H.Lév.
88. Aconitum × exaltatum Bernh. ex Rchb.
89. Aconitum falciforme Hand.-Mazz.
90. Aconitum fanjingshanicum W.T.Wang
91. Aconitum ferox Wall. ex Ser.
92. Aconitum finetianum Hand.-Mazz.
93. Aconitum firmum Rchb.
94. Aconitum fischeri Rchb.
95. Aconitum flavum Hand.-Mazz.
96. Aconitum fletcherianum G.Taylor
97. Aconitum formosanum Tamura
98. Aconitum forrestii Stapf
99. Aconitum franchetii Finet & Gagnep.
100. Aconitum fukutomei Hayata
101. Aconitum funiculare Stapf
102. Aconitum fusungense S.H.Li & Y.H.Huang
103. Aconitum gassanense Kadota & Sh.Kato
104. Aconitum geniculatum H.R.Fletcher & Lauener
105. Aconitum georgei H.F.Comber
106. Aconitum gigas H.Lév. & Vaniot
107. Aconitum glabrisepalum W.T.Wang
108. Aconitum glandulosum Rapaics
109. Aconitum grandibracteolatum (W.T.Wang) Luferov & Erst
110. Aconitum gubanovii Luferov & Vorosh.
111. Aconitum habaense W.T.Wang
112. Aconitum hamatipetalum W.T.Wang
113. Aconitum × hebegynum DC.
114. Aconitum helenae Vorosch.
115. Aconitum hemsleyanum E.Pritz.
116. Aconitum henryi E.Pritz. ex Diels
117. Aconitum heterophylloides (Brühl) Stapf
118. Aconitum heterophyllum Wall. ex Royle
119. Aconitum hezuoense W.T.Wang
120. Aconitum hicksii Lauener
121. Aconitum hiroshi-igarashii Kadota
122. Aconitum hookeri Stapf
123. Aconitum hopeiense (W.T.Wang) Vorosch.
124. Aconitum huiliense Hand.-Mazz.
125. Aconitum ichangense (Finet & Gagnep.) Hand.-Mazz.
126. Aconitum iidemontanum Kadota, Kita & Ueda
127. Aconitum iinumae Kadota
128. Aconitum ikedae Kadota
129. Aconitum incisofidum W.T.Wang
130. Aconitum infectum Greene
131. Aconitum iochanicum Ulbr.
132. Aconitum iranshahrii Riedl
133. Aconitum jaluense Kom.
134. Aconitum japonicum Thunb.
135. Aconitum jeholense Nakai & Kitag.
136. Aconitum jenisseense Polozhij
137. Aconitum jilongense W.T.Wang & L.Q.Li
138. Aconitum jin-muratae Kadota & Nob.Tanaka
139. Aconitum kagerpuense W.T.Wang
140. Aconitum kamelinii A.A.Solovjev
141. Aconitum karafutense Miyabe & Nakai
142. Aconitum karakolicum Rapaics
143. Aconitum khanminthunii A.A.Solovjev & Shmakov
144. Aconitum kirghistanicum Kadota
145. Aconitum kirinense Nakai
146. Aconitum kitadakense Nakai
147. Aconitum kiyomiense Kadota
148. Aconitum komarovianum Nakai
149. Aconitum kongboense Lauener
150. Aconitum korshinskyi Tzvelev
151. Aconitum krasnoboroffii Kadota
152. Aconitum krylovii Steinb.
153. Aconitum kunasilense Nakai
154. Aconitum kungshanense W.T.Wang
155. Aconitum kurilense Takeda
156. Aconitum kurramense Qureshi & Chaudhri
157. Aconitum kusnezoffii Rchb.
158. Aconitum kuzenevae Vorosch.
159. Aconitum laeve Royle
160. Aconitum laevicaule W.T.Wang
161. Aconitum lamarckii Rchb.
162. Aconitum lasianthum (Rchb.) Simonk.
163. Aconitum lasiocarpum (Rchb.) Gáyer
164. Aconitum lasiostomum Rchb. ex Besser
165. Aconitum legendrei Hand.-Mazz.
166. Aconitum leiwuqiense W.T.Wang
167. Aconitum lethale Griff.
168. Aconitum leucostomum Vorosch.
169. Aconitum liangshanicum W.T.Wang
170. Aconitum lianhuashanicum W.T.Wang
171. Aconitum liljestrandii Hand.-Mazz.
172. Aconitum limprichtii Hand.-Mazz.
173. Aconitum loczyanum Rapaics
174. Aconitum longe-crassidatum Nakai
175. Aconitum longilobum W.T.Wang
176. Aconitum longipedicellatum Lauener
177. Aconitum luanchuanense W.T.Wang
178. Aconitum ludlowii Exell
179. Aconitum lycoctonifolium W.T.Wang & L.Q.Li
180. Aconitum lycoctonum L., oštrobridi jedić, smrt pesja
181. Aconitum macrorhynchum Turcz. ex Ledeb.
182. Aconitum mashikense Kadota & S.Umezawa
183. Aconitum maximum Pall. ex DC.
184. Aconitum milinense W.T.Wang
185. Aconitum miyabei Nakai
186. Aconitum moldavicum Hacq.
187. Aconitum monanthum Nakai
188. Aconitum monticola Steinb.
189. Aconitum moschatum (Brühl) Stapf
190. Aconitum nagarum Stapf
191. Aconitum nakaoi Tamura
192. Aconitum namlaense W.T.Wang
193. Aconitum × nanum (Baumg.) Simonk.
194. Aconitum napellus L., modri jedić
195. Aconitum nasutum Fisch. ex Rchb.
196. Aconitum naviculare (Brühl) Stapf
197. Aconitum nemorum Popov
198. Aconitum neosachalinense H.Lév.
199. Aconitum nielamuense W.T.Wang
200. Aconitum nipponicum Nakai
201. Aconitum noveboracense A.Gray ex Coville
202. Aconitum novoaxillare W.T.Wang
203. Aconitum novoluridum Munz
204. Aconitum nutantiflorum P.K.Chang ex W.T.Wang
205. Aconitum ochotense Rchb.
206. Aconitum okuyamae Nakai
207. Aconitum orientale Mill.
208. Aconitum orochryseum Stapf
209. Aconitum ouvrardianum Hand.-Mazz.
210. Aconitum palmatum D.Don
211. Aconitum paradoxum Rchb.
212. Aconitum parcifolium Q.E.Yang & Z.D.Fang
213. Aconitum paskoi Vorosch.
214. Aconitum × pawlowskii Mitka & Starm.
215. Aconitum pendulicarpum P.K.Chang ex W.T.Wang
216. Aconitum pendulum N.Busch
217. Aconitum pentheri Hayek
218. Aconitum phyllostegium Hand.-Mazz.
219. Aconitum piepunense Hand.-Mazz.
220. Aconitum pilopetalum W.T.Wang & L.Q.Li
221. Aconitum plicatum Köhler ex Rchb.
222. Aconitum poluninii Lauener
223. Aconitum polycarpum P.K.Chang ex W.T.Wang
224. Aconitum polyschistum Hand.-Mazz.
225. Aconitum pomeense W.T.Wang
226. Aconitum popovii Steinb. & Schischk. ex Siplivinskii
227. Aconitum potaninii Kom.
228. Aconitum productum Rchb.
229. Aconitum prominens Lauener
230. Aconitum pseudobrunneum W.T.Wang
231. Aconitum pseudodivaricatum W.T.Wang
232. Aconitum pseudokongboense W.T.Wang & L.Q.Li
233. Aconitum pseudokusnezowii Vorosch.
234. Aconitum pseudolaeve Nakai
235. Aconitum pseudostapfianum W.T.Wang
236. Aconitum pterocaule Koidz.
237. Aconitum puchonroenicum Uyeki & Sakata
238. Aconitum pulchellum Hand.-Mazz.
239. Aconitum pyramidale Mill.
240. Aconitum racemulosum Franch.
241. Aconitum raddeanum Regel
242. Aconitum ramulosum W.T.Wang
243. Aconitum ranunculoides Turcz.
244. Aconitum reclinatum A.Gray
245. Aconitum refracticarpum P.K.Chang ex W.T.Wang
246. Aconitum refractum (Finet & Gagnep.) Hand.-Mazz.
247. Aconitum rhombifolium F.H.Chen
248. Aconitum richardsonianum Lauener
249. Aconitum rilongense Kadota
250. Aconitum rockii H.R.Fletcher & Lauener
251. Aconitum rotundifolium Kar. & Kir.
252. Aconitum rotundocassideum W.T.Wang
253. Aconitum rubicundum Fisch. ex Steud.
254. Aconitum sachalinense F.Schmidt
255. Aconitum sajanense Kuminova
256. Aconitum scaposum Franch.
257. Aconitum × schneebergense Gáyer
258. Aconitum sczukinii Turcz.
259. Aconitum secundiflorum W.T.Wang
260. Aconitum senanense Nakai
261. Aconitum septentrionale Koelle
262. Aconitum seravschanicum Steinb.
263. Aconitum × setosum Grint.
264. Aconitum shennongjiaense Q.Gao & Q.E.Yang
265. Aconitum sherriffii Lauener
266. Aconitum sinchiangense W.T.Wang
267. Aconitum sinoaxillare W.T.Wang
268. Aconitum sinomontanum Nakai
269. Aconitum smithii Ulbr. ex Hand.-Mazz.
270. Aconitum soongaricum (Regel) Stapf
271. Aconitum souliei Finet & Gagnep.
272. Aconitum soyaense Kadota
273. Aconitum spathulatum W.T.Wang
274. Aconitum spiripetalum Hand.-Mazz.
275. Aconitum staintonii Lauener
276. Aconitum stapfianum Hand.-Mazz.
277. Aconitum stoloniferum Vorosch.
278. Aconitum stramineiflorum P.K.Chang ex W.T.Wang
279. Aconitum stylosoides W.T.Wang
280. Aconitum stylosum Stapf
281. Aconitum subglandulosum Khokhr.
282. Aconitum sukaczevii Steinb.
283. Aconitum superbum Fritsch
284. Aconitum swatense Tamura
285. Aconitum tabatae Tamura
286. Aconitum taigicola Vorosch.
287. Aconitum taipeicum Hand.-Mazz.
288. Aconitum talassicum Popov
289. Aconitum tangense Marquand & Airy Shaw
290. Aconitum tanguticum (Maxim.) Stapf
291. Aconitum tanzybeicum Stepanov
292. Aconitum tapeinocranum Rech.f.
293. Aconitum taronense (Hand.-Mazz.) H.R.Fletcher & Lauener
294. Aconitum tatsienense Finet & Gagnep.
295. Aconitum tauricum Wulfen
296. Aconitum tenue Rydb.
297. Aconitum tenuicaule W.T.Wang
298. Aconitum × teppneri Mucher ex Starm.
299. Aconitum tongolense Ulbr.
300. Aconitum toxicum Rchb., otrovni jedić
301. Aconitum transsectum Diels
302. Aconitum trisectum (W.T.Wang & L.Q.Li) Luferov & Erst
303. Aconitum × triste (Fisch. ex Rchb.) Gáyer
304. Aconitum tsaii W.T.Wang
305. Aconitum tsariense Lauener
306. Aconitum tuoliense W.T.Wang
307. Aconitum turczaninowii Vorosch.
308. Aconitum umbrosum (Korsh.) Kom.
309. Aconitum umezawae Kadota
310. Aconitum uncinatum L.
311. Aconitum variegatum L., šareni jedić
312. Aconitum vilmorinianum Kom.
313. Aconitum vilmorinii Kom.
314. Aconitum violaceum Jacquem. ex Stapf
315. Aconitum volubile Pall. ex Koelle
316. Aconitum vulparia Rchb., žuti jedić
317. Aconitum wajimanum Kadota
318. Aconitum williamsii Lauener
319. Aconitum woroschilowii Luferov
320. Aconitum wuchagouense Y.Z.Zhao
321. Aconitum wumengense J.He & E.D.Liu
322. Aconitum yangii W.T.Wang & L.Q.Li
323. Aconitum yinschanicum Y.Z.Zhao
324. Aconitum yunlingense Q.E.Yang & Z.D.Fang
325. Aconitum yuparense Takeda
326. Aconitum zigzag H.Lév. & Vaniot

Catalogue of Life: 2019 Annual Checklist:
1. Aconitum aberratum
2. Aconitum abietetorum
3. Aconitum abnorme
4. Aconitum alboflavidum
5. Aconitum alboviolaceum
6. Aconitum alpinonepalense
7. Aconitum altaicum
8. Aconitum ambiguum
9. Aconitum amplexicaule
10. Aconitum angulatum
11. Aconitum angusticassidatum
12. Aconitum angustifolium
13. Aconitum anthora
14. Aconitum anthoroideum
15. Aconitum apetalum
16. Aconitum asahikawaense
17. Aconitum assamicum
18. Aconitum austriacum
19. Aconitum austrokoreense
20. Aconitum azumiense
21. Aconitum bailangense
22. Aconitum balfourii
23. Aconitum barbatum
24. Aconitum basitruncatum
25. Aconitum bavaricum
26. Aconitum bhedingense
27. Aconitum bhutanobulbilliferum
28. Aconitum bicolor
29. Aconitum biflorum
30. Aconitum brachypodum
31. Aconitum bracteolatum
32. Aconitum brevicalcaratum
33. Aconitum brevilimbum
34. Aconitum brevipes
35. Aconitum brevipetalum
36. Aconitum brunneum
37. Aconitum bujbense
38. Aconitum bulbilliferum
39. Aconitum bulleyanum
40. Aconitum burnatii
41. Aconitum calthifolium
42. Aconitum campylorrhynchum
43. Aconitum cannabifolium
44. Aconitum carmichaeli
45. Aconitum changianum
46. Aconitum charkeviczii
47. Aconitum chasmanthum
48. Aconitum chayuense
49. Aconitum chiachaense
50. Aconitum chilienshanicum
51. Aconitum chrysotrichum
52. Aconitum chuanum
53. Aconitum cochleare
54. Aconitum columbianum
55. Aconitum confertiflorum
56. Aconitum consanguineum
57. Aconitum contortum
58. Aconitum coreanum
59. Aconitum crassiflorum
60. Aconitum crassifolium
61. Aconitum curvipilum
62. Aconitum cymbulatum
63. Aconitum daxinganlinense
64. Aconitum decipiens
65. Aconitum degenii
66. Aconitum delavayi
67. Aconitum delphinifolium
68. Aconitum desoulavyi
69. Aconitum dhwojii
70. Aconitum diqingense
71. Aconitum dolichorhynchum
72. Aconitum dolichostachyum
73. Aconitum dragulescuanum
74. Aconitum duclouxii
75. Aconitum dunhuaense
76. Aconitum elliotii
77. Aconitum elwesii
78. Aconitum episcopale
79. Aconitum falciforme
80. Aconitum falconeri
81. Aconitum fanjingshanicum
82. Aconitum ferox
83. Aconitum finetianum
84. Aconitum firmum
85. Aconitum fischeri
86. Aconitum flavum
87. Aconitum fletcheranum
88. Aconitum formosanum
89. Aconitum forrestii
90. Aconitum franchetii
91. Aconitum fukutomei
92. Aconitum funiculare
93. Aconitum fusungense
94. Aconitum gammiei
95. Aconitum gassanense
96. Aconitum geniculatum
97. Aconitum georgei
98. Aconitum gezaense
99. Aconitum glabrisepalum
100. Aconitum grandibracteolatum
101. Aconitum gubanovii
102. Aconitum gymnandrum
103. Aconitum habaense
104. Aconitum hamatipetalum
105. Aconitum handelianum
106. Aconitum helenae
107. Aconitum hemsleyanum
108. Aconitum henryi
109. Aconitum heterophylloides
110. Aconitum heterophyllum
111. Aconitum hezuoense
112. Aconitum hicksii
113. Aconitum hiroshi-igarashii
114. Aconitum hookeri
115. Aconitum hosteanum
116. Aconitum huiliense
117. Aconitum ichangense
118. Aconitum iidemontanum
119. Aconitum ikedae
120. Aconitum incisofidum
121. Aconitum infectum
122. Aconitum iochanicum
123. Aconitum iranshahrii
124. Aconitum ito-seiyanum
125. Aconitum jaluense
126. Aconitum japonicum
127. Aconitum jeholense
128. Aconitum jenisseense
129. Aconitum jilongense
130. Aconitum jin-muratae
131. Aconitum jinyangense
132. Aconitum jiulongense
133. Aconitum kagerpuense
134. Aconitum kamelinii
135. Aconitum karafutense
136. Aconitum karakolicum
137. Aconitum kashmiricum
138. Aconitum khanminthunii
139. Aconitum kialaense
140. Aconitum kirghistanicum
141. Aconitum kirinense
142. Aconitum kitadakense
143. Aconitum kiyomiense
144. Aconitum kojimae
145. Aconitum kongboense
146. Aconitum korshinskyi
147. Aconitum krasnoboroffii
148. Aconitum krylovii
149. Aconitum kungshanense
150. Aconitum kusnezoffii
151. Aconitum laciniatum
152. Aconitum laeve
153. Aconitum laevicaule
154. Aconitum lasiocarpum
155. Aconitum legendrei
156. Aconitum leiostachyum
157. Aconitum leiwuqiense
158. Aconitum lethale
159. Aconitum leucostomum
160. Aconitum liangshanicum
161. Aconitum lianhuashanicum
162. Aconitum lihsienense
163. Aconitum liljestrandii
164. Aconitum liouii
165. Aconitum lobulatum
166. Aconitum loczyanum
167. Aconitum lonchodontum
168. Aconitum longecassidatum
169. Aconitum longilobum
170. Aconitum longipedicellatum
171. Aconitum longipetiolatum
172. Aconitum longiracemosum
173. Aconitum longiramosum
174. Aconitum luanchuanense
175. Aconitum ludlowii
176. Aconitum luningense
177. Aconitum lycoctonifolium
178. Aconitum lycoctonum
179. Aconitum macrorhynchum
180. Aconitum magnibracteolatum
181. Aconitum maowenense
182. Aconitum mashikense
183. Aconitum maximum
184. Aconitum milinense
185. Aconitum monanthum
186. Aconitum montibaicalense
187. Aconitum monticola
188. Aconitum moschatum
189. Aconitum nagarum
190. Aconitum nakaoi
191. Aconitum namlaense
192. Aconitum nanum
193. Aconitum napellus
194. Aconitum nasutum
195. Aconitum naviculare
196. Aconitum nemorum
197. Aconitum neosachalinense
198. Aconitum nepalense
199. Aconitum nielamuense
200. Aconitum nipponicum
201. Aconitum noveboracense
202. Aconitum novoaxillare
203. Aconitum novoluridum
204. Aconitum nutantiflorum
205. Aconitum okuyamae
206. Aconitum orientale
207. Aconitum orochryseum
208. Aconitum ouvrardianum
209. Aconitum ovatum
210. Aconitum palmatum
211. Aconitum paniculigerum
212. Aconitum parapolyanthum
213. Aconitum parcifolium
214. Aconitum pascoi
215. Aconitum patentipilum
216. Aconitum patulum
217. Aconitum pawlowskii
218. Aconitum pendulicarpum
219. Aconitum pendulum
220. Aconitum pentheri
221. Aconitum phyllostegium
222. Aconitum piepunense
223. Aconitum pilopetalum
224. Aconitum plicatum
225. Aconitum poluninii
226. Aconitum polyanthum
227. Aconitum polycarpum
228. Aconitum polyschistum
229. Aconitum pomeense
230. Aconitum potaninii
231. Aconitum prominens
232. Aconitum pseudobrunneum
233. Aconitum pseudodivaricatum
234. Aconitum pseudogeniculatum
235. Aconitum pseudohuiliense
236. Aconitum pseudokongboense
237. Aconitum pseudolaeve
238. Aconitum pseudostapfianum
239. Aconitum pterocaule
240. Aconitum pubiceps
241. Aconitum pukeense
242. Aconitum pulchellum
243. Aconitum pycnanthum
244. Aconitum qianxiense
245. Aconitum qinghaiense
246. Aconitum racemulosum
247. Aconitum raddeanum
248. Aconitum ramulosum
249. Aconitum ranunculoides
250. Aconitum reclinatum
251. Aconitum refracticarpum
252. Aconitum refractum
253. Aconitum rhombifolium
254. Aconitum richardsonianum
255. Aconitum rilongense
256. Aconitum rockii
257. Aconitum rotundifolium
258. Aconitum rotundocassideum
259. Aconitum sachalinense
260. Aconitum sajanense
261. Aconitum scaposum
262. Aconitum sczukinii
263. Aconitum secundiflorum
264. Aconitum semilasianthum
265. Aconitum semivulparia
266. Aconitum senanense
267. Aconitum septentrionale
268. Aconitum seravschanicum
269. Aconitum sessiliflorum
270. Aconitum setiferum
271. Aconitum setosum
272. Aconitum shennongjiaense
273. Aconitum shensiense
274. Aconitum sherriffii
275. Aconitum shimianense
276. Aconitum simonkaianum
277. Aconitum sinchiangense
278. Aconitum sinoaxillare
279. Aconitum sinomontanum
280. Aconitum sinonapelloides
281. Aconitum smirnovii
282. Aconitum smithii
283. Aconitum soongoricum
284. Aconitum souliei
285. Aconitum soyaense
286. Aconitum spathulatum
287. Aconitum spicatum
288. Aconitum spiripetalum
289. Aconitum staintonii
290. Aconitum stapfianum
291. Aconitum stoloniferum
292. Aconitum stramineiflorum
293. Aconitum stubendorffii
294. Aconitum sturiense
295. Aconitum stylosoides
296. Aconitum stylosum
297. Aconitum sukaczevii
298. Aconitum sungpanense
299. Aconitum tabatae
300. Aconitum taipeicum
301. Aconitum talassicum
302. Aconitum tamuranum
303. Aconitum tangense
304. Aconitum tanguticum
305. Aconitum tanzybeicum
306. Aconitum taronense
307. Aconitum tatsienense
308. Aconitum tauricum
309. Aconitum tenuicaule
310. Aconitum teppneri
311. Aconitum tongolense
312. Aconitum toxicum
313. Aconitum transsectum
314. Aconitum trisectum
315. Aconitum tsaii
316. Aconitum tuoliense
317. Aconitum turczaninowii
318. Aconitum umbrosum
319. Aconitum umezawae
320. Aconitum uncinatum
321. Aconitum validinerve
322. Aconitum variegatum
323. Aconitum villosum
324. Aconitum vilmorinianum
325. Aconitum violaceum
326. Aconitum volubile
327. Aconitum wardii
328. Aconitum weixiense
329. Aconitum williamsii
330. Aconitum wolongense
331. Aconitum woroschilovii
332. Aconitum wraberi
333. Aconitum wuchagouense
334. Aconitum wumengense
335. Aconitum xiangchengense
336. Aconitum yachiangense
337. Aconitum yamazakii
338. Aconitum yangii
339. Aconitum yanyuanense
340. Aconitum yinschanicum
341. Aconitum yunlingense
342. Aconitum yuparense
343. Aconitum zhaojiueense
344. Aconitum zigzag
345. Aconitum zuccarinii

## Vanjske poveznice
|  | Zajednički poslužitelj ima još gradiva o temi Aconitum |
|  | Wikivrste imaju podatke o taksonu Aconitum             |